# 李神符
李 神符（り しんぷ）は、唐の宗室。高祖李淵の従弟にあたる。字は神符。

## 経歴
李亮（李虎の八男）の次男。幼くして孤児となり、兄の李神通に謹事した。大業13年（617年）、李淵が太原で起兵したとき、長安にいた李神符は衛文昇に逮捕された。長安が平定されると、光禄大夫に任じられ、安吉郡公に封じられた。武徳元年（618年）に唐が建てられると、襄邑郡王に封じられた。武徳4年（621年）、并州総管に転じた。
東突厥の頡利可汗が辺境を侵すと、李神符は出兵して汾水の東で東突厥と戦い、勝利を挙げた。また沙河の北で戦い、乙利達官を捕らえ、可汗の乗馬と鎧を戦利品として得た。このため太府寺卿となった。武徳9年（626年）、揚州大都督となり、揚州の州府を丹陽から江都の故郡に移転した。貞観初年に宗正寺卿となったが、足の病のため辞職し、太宗の見舞いを受けて羊酒を賜った。小輿に乗って紫微殿に入ることを許可された。まもなく開府儀同三司となった。永徽2年（651年）に世を去り、司空・荊州都督の位を追贈され、献陵に陪葬された。諡を恭とされた。

## 子女
1. 李仁鑑（広宗郡公）
2. 李徳懋（臨川郡公、刑部尚書）
3. 李義範（広川郡公）
4. 李文挙
5. 李文暕（魏国公、幽州都督、垂拱年間に藤州別駕に左遷され、処刑された）

## 伝記資料
- 『旧唐書』巻六十 列伝第十「宗室伝」
- 『新唐書』巻七十八 列伝第三「宗室伝」